# Obliveon
Obliveon est un groupe québécois de thrash metal, originaire de Montréal, au Québec. Leur premier album, intitulé From this Day Forward, est publié en 1990. Il suit trois ans plus tard, en 1993, d'un deuxième album, Nemesis, et encore trois ans plus tard, en 1996, d'un troisième album intitulé Cybervoid. En 1999 sort leur quatrième album Carnivore Mothermouth avant que le groupe devienne inactif en 2002. Il se réunit de temps à autre en concert, notamment en 2007 et 2014.

## Biographie
Le groupe est initialement formé en janvier 1987 à Montréal, au Québec, sous le nom de Oblivion,. Le groupe change rapidement pour Obliveon, sachant qu'un autre groupe s'appelait déjà Oblivion. Le nom « Obliveon » serait issu du dessin animé The Transformers où un robot du côté des méchants disaient « prepare for oblivion » (littéralement « préparez-vous pour l'oubli »). Lors de sa formation, le groupe écrivait leur nom Oblivion ; traduit de l'anglais, cela signifie « l'oubli ». C'est plus tard, que ses membres décidèrent de l'orthographier « Obliveon »[réf. nécessaire].
Lors de sa formation, le groupe ne se compose que de Martin Gagné et de Stéphane Picard. Francis Giguère s'occupe alors de la batterie. Ils publient une démo éponyme, suivie de Whimsical Uproar en septembre la même année. Ils sortent une autre démo intitulée Fiction of Veracity en 1989. C'est en 1989, avec le départ de Francis Giguère, qu'Alain Demers ainsi que Pierre Rémillard se joignent au groupe. Leur premier album, intitulé From this Day Forward, est publié en 1990 au label Active Records. Celui-ci est suivi de l'album Nemesis en 1993 qui n'a pas eu de distribution officielle. En 1994, Bruno Bernier rejoint Obliveon. C'est en 2002 que le groupe se sépare après un concert d'adieu donné à l'occasion du Weekend Extrême à Montréal.
Obliveon fait un retour, le temps d'une soirée, avec Agony, Necrotic Mutation, Dead Brain Cells et Démence dans le cadre du 25e anniversaire du métal au Québec qui s'est déroulé le 31 août 2007 au Club Soda de Montréal. Depuis, le groupe fait quelques concerts à divers endroits. En 2014, le groupe se réunit au Amnesia Rockfest,.

## Membres

### Membres actuels
- Stéphane Picard - basse (depuis 1987), chœurs (1987-1994)[2]
- Martin Gagné - guitare (depuis 1987)[2]
- Pierre Rémillard - guitare (depuis 1989)[2]
- Alain Demers - batterie (depuis 1989)[2]
- Bruno Bernier - voix (depuis 1994)[2]

### Ancien membre
- Francis Giguère - batterie (1987-1989)[2]

## Discographie

### Démos
- 1987 : 1st Demo
- 1987 : Whimsical Uproar
- 1989 : Fiction of Veracity
- 1989 : Pre-Production Demotape

### EP et compilations
- 1998 : Planet Caire (EP)
- 2002 : Greatest Pits (compilation)